# Галерија грбова Уједињеног Краљевства
Галерија грбова Уједињеног Краљевства обухвата актуелни грб Уједињеног Краљевства, историјске грбове ове заједнице, као и грбове њених конститутивних ентитета и прекоморских територија.

## Актуелни грб Уједињеног Краљевства
- Грб
 Уједињеног Краљевства 
 (1922–данас)

## Историјски грбови Уједињеног Краљевства
- Грб
 Краљевства Енглеске 
 (1399–1603)
- Грб
 Краљевства Енглеске 
 (1603–1707)
- Грб
 Велике Британије 
 (1707–1800)
- Грб
 Уједињеног Краљевства Велике Британије и Ирске 
 (1801–1922)

## Конститутивни ентитети Уједињеног Краљевства
- Историјски грб
 Велса
- Историјски грб
 Енглеске
- Ранији грб
 Северне Ирске 
 (1924–1973)
- Краљевски грб
 Шкотске